# Supersypnoides gluta
Supersypnoides gluta là một loài bướm đêm trong họ Noctuidae.